# Учакаев, Муслим Ибрагимович
Муслим Ибрагимович Учакаев (1978, с. Морское, Дахадаевский район, Дагестанская АССР, РСФСР, СССР — 27 марта 2009, Махачкала, Дагестан, Россия) — российский самбист. Призёр чемпионата России. Тренер по карате.

## Биография
Родом из села Морское, младший брат — Мансур, также спортсмен, самбист. Является воспитанником Абдуламанапа Нурмагомедова. 27 марта 2009 года около 17:50 возле спортивного зала по улице Лаптиева в Махачкале, из которого он вышел и подходил к своей машине, из проезжавшего мимо автомобиля его расстреляли неизвестные.

## Достижения
- Чемпионат Евразии по полноконтактному рукопашному бою 2004 — ;
- Чемпионат России по боевому самбо 2005 — ;
- Чемпионат мира по боевому самбо среди военнослужащих 2005 — ;